# Hypenula complectalis
Hypenula complectalis är en fjärilsart som beskrevs av Achille Guenée 1854. Hypenula complectalis ingår i släktet Hypenula och familjen nattflyn. Inga underarter finns listade i Catalogue of Life.